# La Chèvrerie
La Chèvrerie är en kommun i departementet Charente i regionen Nouvelle-Aquitaine i västra Frankrike. Kommunen ligger  i kantonen Villefagnan som ligger i arrondissementet Confolens. År 2022 hade La Chèvrerie 137 invånare.

## Befolkningsutveckling
Antalet invånare i kommunen La Chèvrerie
Referens:INSEE